# Road Trippin'
Road Trippin è un singolo dei Red Hot Chili Peppers estratto dal loro settimo album in studio, Californication (1999).

## La canzone
Fu pubblicata come singolo nel 2000, solo in Europa.
Road Trippin' è una delle poche canzoni dei Chili Peppers senza batteria - insieme a Pea, da One Hot Minute, ed If da Stadium Arcadium. Parla del viaggio in auto intrapreso da Anthony Kiedis, John Frusciante e Flea, che dopo il ritorno di Frusciante nel gruppo si diedero al surf al Big Sur.

## Il video
Per la canzone fu girato anche un video, mai pubblicato negli Stati Uniti prima dell'uscita di Greatest Hits (2003). Si vedono spezzoni di scene da una spiaggia e la band che suona la canzone, oltre che una sezione orchestrale. Chad Smith appare solo per alcuni secondi.

## Tracce
CD 1
1. "Road Trippin' (Album Version) – 3:26
2. "Californication (Live)" – 6:03
3. "Blood Sugar Sex Magik (Live)" – 4:21
4. "Road Trippin' (Enhanced Video)"

CD 2
1. "Road Trippin' (Album Version)" – 3:26
2. "Under The Bridge (Live)" – 4:28
3. "If You Have To Ask (Live)" – 5:21

CD 3
1. "Road Trippin' (Album Version)"
2. "Californication (Live)" – 6:03
3. "Blood Sugar Sex Magik (Live)" – 4:21
4. "Under The Bridge (Live)" – 4:28